# Orbis

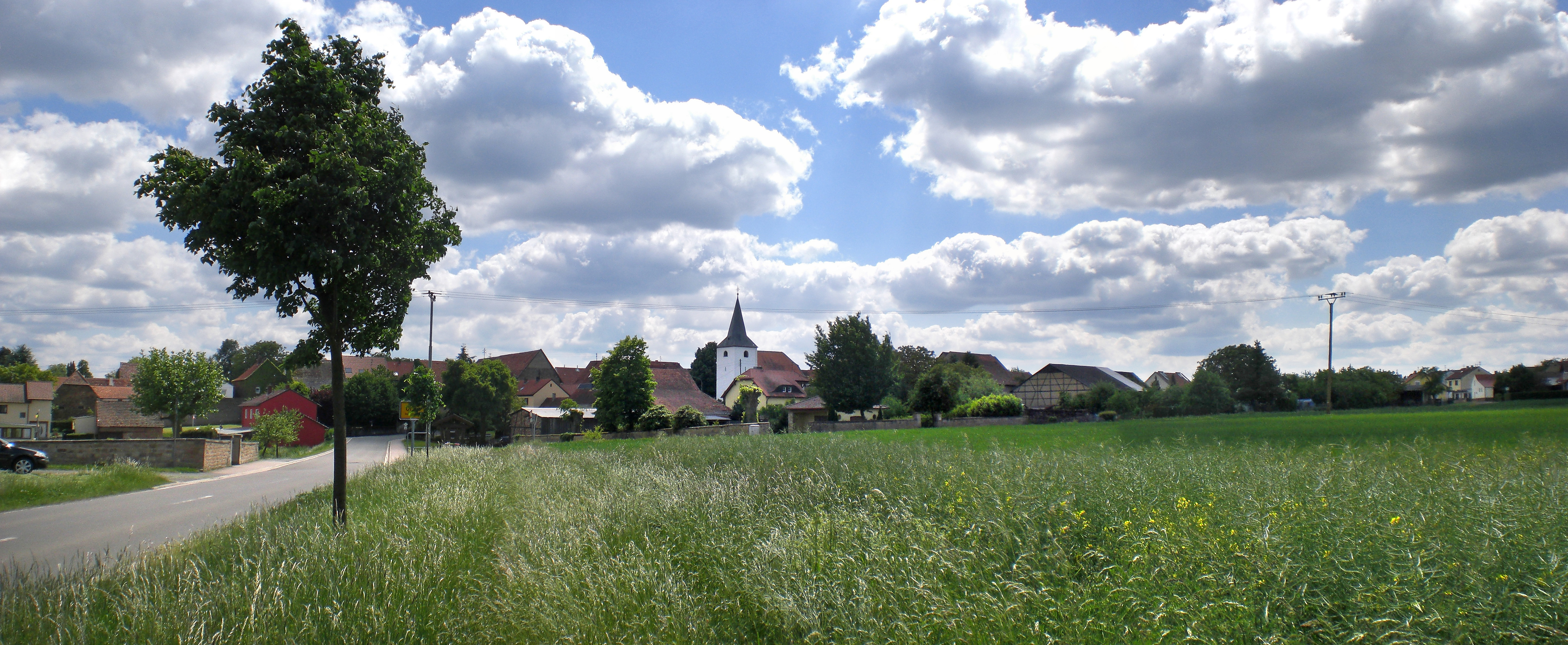
Orbis an der Straße von Bechenheim her

Orbis (pfälzisch: Orwiss) ist eine Ortsgemeinde im Donnersbergkreis in Rheinland-Pfalz. Sie gehört mit 15 anderen Kommunen der Verbandsgemeinde Kirchheimbolanden an.

## Geographie

### Lage
Die Gemeinde liegt etwa 40 km südwestlich von Mainz im Hügelland zwischen Rheinhessen und dem Nordpfälzer Bergland. Zu Orbis gehört zusätzlich der Wohnplatz Leithof. Nachbargemeinden sind Morschheim im Osten, der Kirchheimbolandener Stadtteil Haide im Süden und Oberwiesen im Westen.

### Erhebungen und Gewässer
Im Süden der Gemarkung erstrecken sich der 357,8 Meter hohe Eichelberg und der 356,9 Meter hohe Koppelberg. Im Gebiet von Orbis entspringt der Fluss Selz, der bei Ingelheim in den Rhein mündet.

## Geschichte

### Ortsgeschichte
Bis Ende des 18. Jahrhunderts gehörte die Gemeinde zu Nassau-Weilburg und unterstand dort dem Oberamt Kirchheim.
Von 1798 bis 1814, als die Pfalz Teil der Französischen Republik (bis 1804) und anschließend Teil des Napoleonischen Kaiserreichs war, war Orbis in den Kanton Kirchheim eingegliedert und war Sitz einer Mairie, die zusätzlich Oberwiesen umfasste. 1815 hatte der Ort insgesamt 369 Einwohner. Im selben Jahr wurde er Österreich zugeschlagen. Bereits ein Jahr später wechselte der Ort wie die gesamte Pfalz in das Königreich Bayern. Von 1818 bis 1862 gehörte Orbis dem Landkommissariat Kirchheim – später Kirchhheimbolanden an; aus diesem ging das Bezirksamt Kirchhheimbolanden  hervor. Am 14. Juni 1849 war die Gemeinde teilweise Schauplatz des Gefechts bei Kirchheimbolanden, als sie von preußischen Truppen kampflos besetzt wurde.
Ab 1939 war der Ort Bestandteil des Landkreises Kirchheimbolanden. Nach dem Zweiten Weltkrieg wurde Orbis innerhalb der französischen Besatzungszone Teil des 1946 neu gebildeten Landes Rheinland-Pfalz. Im Zuge der ersten rheinland-pfälzischen Verwaltungsreform wechselte Orbis 1969 in den neu gebildeten Donnersbergkreis; drei Jahre später wurde die Gemeinde in die ebenfalls neu entstandene Verbandsgemeinde Kirchheimbolanden eingegliedert.

### Der Ortsname im Wandel der Zeit
- 1200–1209 Horbeiz
- 1214 Orberz (lies Orbeiz)
- 1215 Orbez
- Mitte des 13. Jahrhunderts Orbeiz
- 1260 Urbis
- 1280 Orbeitz, Orbes
- 1323 Domina de Orbeiz
- 1365 Ürbeyß
- 1398 Orbeß
- 1408 Erbeiß
- 1416 Urbeß
- 1421 zu Orwiße in dem Dorf und Marke
- 1432 Urbis
- 1494 Urbaß
- 1497 Erbiß
- 1490 Urbs
- 1554 Urbess
- 1560 Orbiß
- 1575 Orbisheim
- 1581 Orbissheim
- 1824 Orbis

## Politik

### Gemeinderat
Der Gemeinderat in Orbis besteht aus zwölf Ratsmitgliedern, die bei der Kommunalwahl am 9. Juni 2024 in einer personalisierten Verhältniswahl gewählt wurden, und dem ehrenamtlichen Ortsbürgermeister als Vorsitzendem.
Die Sitzverteilung im Gemeinderat:
| Wahl | SPD               | WGR               | Gesamt   |
| ---- | ----------------- | ----------------- | -------- |
| 2024 | 7                 | 5                 | 12 Sitze |
| 2019 | 7                 | 5                 | 12 Sitze |
| 2014 | 7                 | 5                 | 12 Sitze |
| 2009 | per Mehrheitswahl | per Mehrheitswahl | 12 Sitze |

### Bürgermeister
Ortsbürgermeister ist Peter Schmitt. Bei der Direktwahl am 26. Mai 2019 wurde er mit einem Stimmenanteil von 85,93 % und am 9. Juni 2024 als einziger Bewerber mit 81,0 % jeweils für fünf Jahre in seinem Amt bestätigt.

### Wappen
| Wappen von Orbis | Blasonierung: „Von Silber und Blau gespalten, rechts zwischen zwei wachsenden grünen Tannen ein aufgerichteter roter Schlüssel, links ein rotbewehrter und -bezungter goldener Löwe.“ |
| Wappen von Orbis | Wappenbegründung: Das Wappen von Orbis ist eine Neuschöpfung ohne Siegelvorlage. Mit dem Nassauer Löwen wird auf die Ortsherrschaft bis Ende des 18. Jahrhunderts verwiesen, die Tannen entsprechen der Deutung des Ortsnamens als dichter Wald und der Schlüssel erinnert an die Kaplaneikirche St. Peter zu Orbis, die König Friedrich II. 1214 dem Heilig-Grab-Kloster in Speyer übertragen hat. Auch Albisheim, zu dessen Pflege Orbis seit 1614 gehörte, hatte vor der Reformation ein Petrus-Patrozinium. Es wurde am 17. Februar 1964 vom rheinland-pfälzischen Ministerium des Inneren in Mainz genehmigt. |

## Kultur und Sehenswürdigkeiten

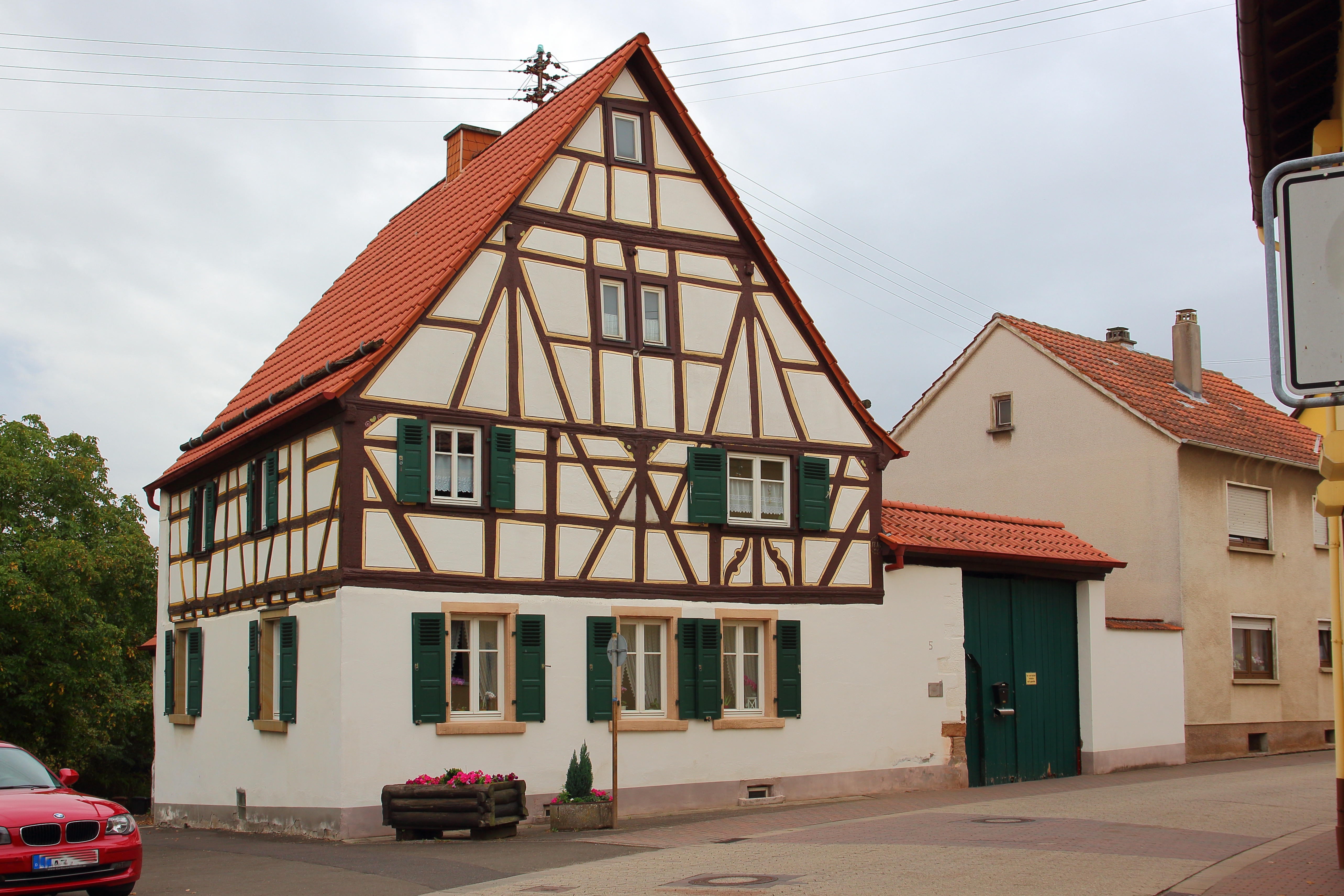
Unter Denkmalschutz stehendes Wohnhaus

Vor Ort befinden sich insgesamt drei Objekte, die unter Denkmalschutz stehen, darunter die protestantische Kirche.

## Wirtschaft und Infrastruktur

### Verkehr
Durch Orbis verläuft die Kreisstraße 19, die den Ort mit Kirchheimbolanden, Bechenheim und Offenheim verbindet. Mitten im Ort zweigt von dieser die Kreisstraße 22 nach Morschheim ab.
Südöstlich verläuft die A 63 (Kaiserslautern-Mainz). In Kirchheimbolanden ist ein Bahnhof der Donnersbergbahn. An diesen ist Orbis stündlich durch die VRN-Buslinie 420 angebunden, die von Kirchheimbolanden nach Alzey verläuft.

### Tourismus
Orbis ist Ausgangspunkt des Selztal-Radweg. Durch den Ort verläuft zudem der mit einem blauen Balken markierte Fernwanderweg Staudernheim–Soultz-sous-Forêts.

## Persönlichkeiten

### Söhne und Töchter der Gemeinde
- Friedrich Michel (1843–1925), Oberamtsrichter und Landtagsabgeordneter
- Franz Joseph Heinz (1884–1924), Politiker (DVP) und Separatist

### Personen, die vor Ort gewirkt haben
- Fritz Heß (1879–1938), Politiker (NSDAP), half am 1. Dezember 1923 bei den Vorbereitungen für einen Brandanschlag auf eine örtliche Scheune, die Franz Josef Heinz gehörte
- Manfred Fluhr, seit 2013 Inhaber der Freiherr-vom-Stein-Plakette.